# Wendy Wu – Die Highschool-Kriegerin
Wendy Wu – Die Highschool-Kriegerin ist ein Disney Channel Original Movie aus dem Jahr 2006. Der Film wurde am 16. Juni 2006 auf dem US-amerikanischen Disney Channel ausgestrahlt. Die Premiere verfolgten 5,7 Millionen Zuschauer. Die Deutschland-Premiere war am 21. Februar 2007 auf dem deutschen Disney Channel. Die Hauptrollen spielen Brenda Song und Shin Koyamada.
2006 gewann der Film den Award „Best Movie“ bei den Nickelodeon Australian Kids’ Choice Awards.

## Handlung
Wendy Wu ist ein beliebter asiatisch-amerikanischer Teenager, dessen Leben durch den Besuch von Shen, einem jungen buddhistischen Mönch, auf den Kopf gestellt wird. Er behauptet, Wendy sei die Reinkarnation einer mächtigen Kriegerin und die Einzige, die einen bösen Geist, Yan-Lo, daran hindern könne, die Welt zu zerstören. Shen bittet Wendy, ein mächtiges Amulett zu tragen, das sie vor dem Bösen beschützen wird, bis er sie vollständig in den Kampfkünsten ausbilden kann.
Wendy ist allerdings zu sehr damit beschäftigt sich mit ihrer Schulrivalin Jessica Dawson auseinanderzusetzen, als dass sie sich Gedanken über die Rettung der Welt machen kann. Wendys Großmutter weiß, dass Shen die Wahrheit sagt, denn ihre eigene Mutter (Wendys Urgroßmutter) war die frühere Yin-Kriegerin, die Yan-Lo neunzig Jahre zuvor in China besiegt hatte. Die anderen Mitglieder von Wendys Familie haben jedoch den Bezug zu ihrem chinesischen Erbe verloren. Shens Diskussion über die chinesische Kultur interessiert dagegen Wendys Vater und auch ihre Mutter, die Forscherin am Fair Springs National History Museum ist. Vor die Wahl gestellt, das Böse zu bekämpfen oder lieber einkaufen zu gehen, entscheidet sich Wendy für die Shoppingtour mit ihren besten Freundinnen Tory und Lisa.
Yan-Lo taucht schon bald auf und macht sich daran, Wendy zu vernichten, bevor sie ihre vollen Kräfte als Yin-Kriegerin erlangen kann. Kurz hintereinander beeinflusst Yan-Lo einen Wachmann im Museum, Wendys Bruder, ihren Hund, ihren Schulleiter, ihre Lehrer, ihre beste Freundin Tory und sogar Jessica Dawson in seinem Sinn. Wendy trennt sich derweil von ihrem Freund Austin, nachdem sie bemerkt hat, wie egozentrisch er ist. So beginnt sie dann doch, sich mehr mit Shen zu verbinden, der für die schnellere Ausbildung Wendys, ihre Lehrer verwandelt, sodass diese von den „Seelen der fünf Tiere der chinesischen Kampfkünste“ besessen sind und Wendy unterrichten können. Mr. Medina wird zum Tiger; Trainer Gibbs wird zur Schlange; Mr. Tobias wird zum Kranich; Mr. Garibay wird zum Leoparden; und Shen selbst wird zum Drachen.
Wendy bricht ihre Ausbildung ab, als ihr erfährt, die neue Ballkönigin der Schule zu werden. Aber ihre Großmutter besteht darauf, dass Wendy ihr Schicksal erfüllt. Sie weigert sich zunächst, ändert dann aber ihre Meinung, als sie von den Mönchen erfährt, dass Shen allein in die Schlacht gezogen ist. Wendy und die Mönche treffen gerade noch rechtzeitig ein, um Shen zu retten. Wendys Kampfsporttraining entfesselt ihre innere Heldin für einen finalen Kampf mit Yan-Lo. Da Wendy auf die Ehre der Ballkönigin zu Gunsten von Jessica verzichtet hatte, wird der Konflikt zwischen den beiden beigelegt. Die Helden wollen gerade gehen, als Yan-Lo in seiner wahren Gestalt zurückkehrt und der Kampf erneut entbrennt. Shen versucht, sich selbst zu opfern, da es sein Schicksal ist, aber Wendy rettet ihn, indem sie sein Schicksal ändert. Wendy und Shen greifen Yan-Lo gemeinsam an und zerstören ihn für immer.

## Synchronisation
| Schauspieler        | Rolle          | Synchronisation    |
| ------------------- | -------------- | ------------------ |
| Brenda Song         | Wendy Wu       | Magdalena Turba    |
| Shin Koyamada       | Shen           | Konrad Bösherz     |
| Susan Chuang        | Nina Wu        | Ulrike Stürzbecher |
| Justin Chon         | Peter Wu       | David Turba        |
| Michael David Cheng | Kenny Wu       |                    |
| Andy Fischer-Price  | Austin         | Ozan Ünal          |
| Ellen Woglom        | Jessica Dawson | Maria Koschny      |
| Tsai Chin           | Großmutter Wu  |                    |
| Sally Stockwell     | Coach Gibbs    | Victoria Sturm     |
| Anna Hutchison      | Lisa           | Esra Vural         |
| Sally Martin        | Tory           | Luise Helm         |
| Paul Willis         | Rektor Nunan   | Gerald Paradies    |
| James Gaylyn        | Mr. Medina     | Helmut Gauß        |

## Kritik
Das Lexikon des internationalen Films nannte den Film eine „Unterhaltsame, ganz von der sympathischen Hauptdarstellerin getragene Teenager-Komödie um die übliche positive Disney-Botschaft.“ Auch Cinema und der Filmdienst beurteilten die Komödie als „Harmlose Teenie-Action aus dem Hause Disney.“

## Fortsetzung
2007 berichtete Variety, dass es einen zweiten Teil von Wendy Wu – Die Highschool-Kriegerin geben wird. Die Hauptrollen übernehmen wieder Brenda Song und Shin Koyamada. Der Arbeitstitel ist Wendy Wu: Golden Soul. Keith Stone soll eine Hauptrolle übernehmen.